# Mühlhausen im Täle

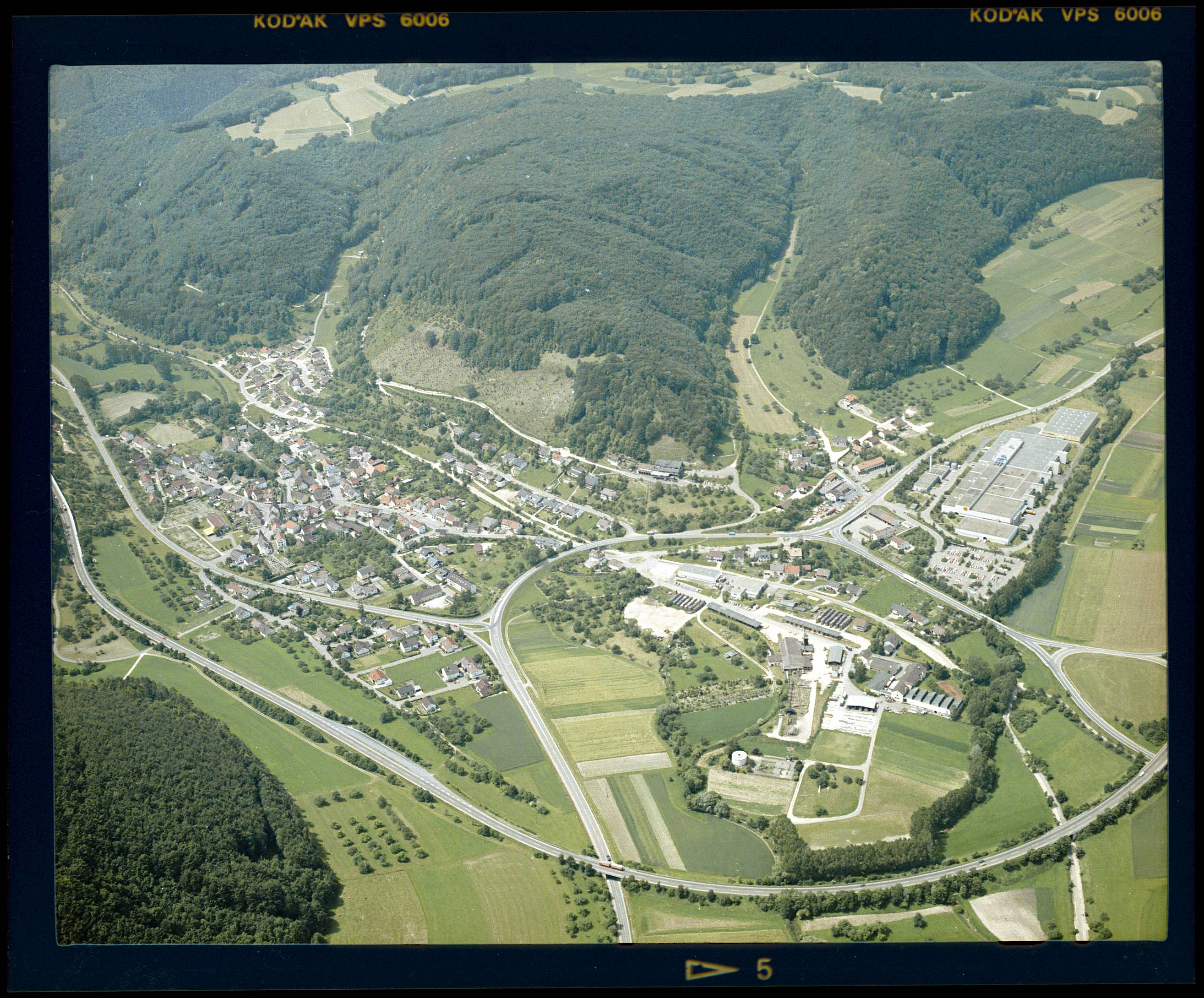
Luftbild von Mühlhausen im Täle (1984)

Mühlhausen im Täle ist eine Gemeinde in Baden-Württemberg am Oberlauf der Fils im Landkreis Göppingen.

## Geographie

### Geographische Lage
Der Hauptort Mühlhausen der Gemeinde liegt im obersten, auf der Schwäbischen Alb verlaufenden Filstal kurz vor dem linken Zufluss des Hollbachs oder Hohlbachs, in Luftlinie etwa 14 km südlich der Kreisstadt Göppingen, ebensoweit westsüdwestlich von Geislingen an der Steige, etwa 32 km nordwestlich der Großstadt Ulm und etwa 42 km ostsüdöstlich der Landeshauptstadt Stuttgart.
Das Gemeindegebiet umfasst die Talebene mit dem Siedlungsschwerpunkt, zu größeren Teilen jedoch die Talhänge und Hochebenen über den insgesamt drei Talachsen. Der tiefste Punkt auf etwa 531 m ü. NN befindet sich am Ausfluss der Fils aus dem Gemeindegebiet, der höchste auf einer Kuppe der Albhochfläche am Westrand der Gemeinde erreicht 820,6 m ü. NN, während das namengebende Dorf mit dem größten Bevölkerungsanteil im Tal Höhen um 544 m ü. NN einnimmt.

### Nachbargemeinden
Ans Gemeindegebiet von Mühlhausen im Täle grenzen reihum die Gemeinden Gruibingen im Nordnordwesten, Bad Ditzenbach im Südosten, ganz im Süden nur kurz Drackenstein sowie im Westsüdwesten die Stadt Wiesensteig, die alle vier ebenfalls dem Landkreis Göppingen angehören.

### Gemeindegliederung
Zu Mühlhausen im Täle gehören das Dorf Mühlhausen im Täle, der Ortsteil Eselhöfe und das Haus Todtsburg sowie die abgegangene Ortschaft Tiufental.

### Flächenaufteilung
Nach Daten des Statistischen Landesamtes, Stand 2014.

## Geschichte

### Mittelalter
Auf dem Gemeindegebiet sind merowingerzeitliche Reihengräber gefunden worden. Mühlhausen wurde möglicherweise bereits 812 im Lorscher Codex erstmals erwähnt, früher als alle anderen Orte im heutigen Landkreis Göppingen. Im Jahre 861 wurde der Ort als Teil der Gründungsausstattung des Klosters Wiesensteig erwähnt. Seit dem 12. Jahrhundert gehörte Mühlhausen zum Besitz der Grafen von Helfenstein und war ein Teil von deren Herrschaft Wiesensteig. Die Grafen von Helfenstein gehörten während der Zeit der Staufer zu den mächtigsten und angesehensten Adelsfamilien im Herzogtum Schwaben. Bereits für die Zeit der Staufer ist die Existenz einer Mühle am Ort bezeugt, die später auch „Exen- oder Hexenmühle“ genannt wurde.

### Frühe Neuzeit
Auch in der frühen Neuzeit teilte Mühlhausen die Geschicke der Herrschaft Wiesensteig, die nach dem Aussterben der Grafen von Helfenstein 1627 zu zwei Dritteln an Kurbayern und zu einem Drittel an das Fürstenhaus Fürstenberg fiel. 1752 kam Kurbayern in den Gesamtbesitz der Herrschaft Wiesensteig.

### 19. und 20. Jahrhundert
1806 gelangte Mühlhausen – wie das gesamte obere Filstal – im Rahmen der Mediatisierung zum Königreich Württemberg. Dieses ordnete es zunächst dem Oberamt Wiesensteig zu, das aber schon nach drei Jahren im Oberamt Geislingen aufging. Im Zuge der Kreisreform während der NS-Zeit in Württemberg kam Mühlhausen 1938 zum Landkreis Göppingen. Nach dem Zweiten Weltkrieg lag der Ort in der Amerikanischen Besatzungszone und gehörte somit zum neu gegründeten Land Württemberg-Baden, das 1952 im jetzigen Bundesland Baden-Württemberg aufging. 1957 wurde der Albaufstieg der Bundesautobahn 8 bei Mühlhausen und Wiesensteig fertiggestellt. Mit Zustimmung der Landesregierung vom 24. November 1959 wurde der Gemeindename von Mühlhausen in Mühlhausen im Täle geändert.

### Religion
Mühlhausen ist ein traditionell katholisch geprägter Ort. Die 1715 im Stil des Barock errichtete Pfarrkirche St. Margaretha gehört zur Seelsorgeeinheit Oberes Filstal im Dekanat Göppingen-Geislingen der Diözese Rottenburg-Stuttgart.

### Einwohnerentwicklung
Quelle: Statistisches Landesamt Baden-Württemberg für die Daten ab 1970
| Datum              | Einwohner |
| ------------------ | --------- |
| 1837               | 0474      |
| 1907               | 0365      |
| 17. Mai 1939       | 0562      |
| 13. September 1950 | 0682      |
| 27. Mai 1970       | 0849      |
| 31. Dezember 1983  | 0937      |
| 25. Mai 1987       | 0936      |
| 31. Dezember 1991  | 1048      |
| 31. Dezember 1995  | 1073      |
| 31. Dezember 2005  | 1022      |
| 31. Dezember 2010  | 0978      |
| 31. Dezember 2015  | 1019      |
| 31. Dezember 2020  | 1118      |

## Politik

### Verbände
Zusammen mit Wiesensteig, Drackenstein, Gruibingen und Hohenstadt bildet Mühlhausen im Täle seit 1972 den Gemeindeverwaltungsverband Oberes Filstal.
Weiter ist die Gemeinde Mühlhausen im Täle Mitglied im
- Schulverband Oberes Filstal
- Abwasserverband Oberes Filstal
- Zweckverband Interkommunale Zusammenarbeit (Mühlhausen und Gruibingen)

### Gemeinderat
Der Gemeinderat in Mühlhausen im Täle hat acht Mitglieder. Bei der Kommunalwahl am 9. Juni 2024 wurde der Gemeinderat durch Mehrheitswahl gewählt. Mehrheitswahl findet statt, wenn kein oder nur ein Wahlvorschlag eingereicht wurde. Die Bewerber mit den höchsten Stimmenzahlen sind dann gewählt. Der Gemeinderat besteht aus den ehrenamtlichen Gemeinderäten und dem Bürgermeister als Vorsitzendem. Der Bürgermeister ist im Gemeinderat stimmberechtigt.

### Bürgermeister
Der ehemalige Bürgermeister Gebhard Tritschler wechselte Mitte Mai 2010 als neuer Bürgermeister in die benachbarte Stadt Wiesensteig. Nachfolger wurde Bernd Schaefer, der sein Amt im Juni 2010 antrat.

### Wappen
Die Blasonierung des Gemeindewappens von Mühlhausen im Täle lautet:
In Rot auf silbernem Zweig ein silberner Kuckuck.
Die Ortsfarben sind Weiß-Rot.
Das frühere Gemeindesiegel zeigte eine Spange, wahrscheinlich ein Fleckenzeichen. 1930 nahm die Gemeinde das Wappen in jetziger Form an: Rot-Weiß sind die Farben des Hauses Rechberg, der Kuckuck ist der Neckname der umliegenden Ortschaften für die Einwohner Mühlhausens. Da der Kuckuck ein „schöner und kluger Vogel“ sei, findet er im Gemeindewappen seinen Platz. Sowohl Wappen als auch die Flagge wurden am 19. Februar 1959 vom Innenministerium offiziell verliehen.

## Wirtschaft und Infrastruktur

### Verkehr
Mühlhausen ist durch die Bundesautobahn 8 Ausfahrt 59 an das überregionale Straßennetz angebunden. Weitere Straßen, die Mühlhausen anbinden, sind die Bundesstraße 466 und die Landesstraßen 1200 und L 1217.
Die Bahnstrecke Geislingen (Steige)–Wiesensteig, volkstümlich Tälesbahn genannt, und die an ihr gelegene Bahnstation Mühlhausen-Gruibingen war von 1903 bis 1968 bis Mühlhausen in Betrieb. Die Königlich Württembergischen Staats-Eisenbahnen erbauten das Bahnhofsgebäude als Einheitsbahnhof vom Typ IIa. Heute verbinden Buslinien Mühlhausen u. a. mit den Städten Göppingen, Geislingen an der Steige und Wiesensteig. 
Durch Mühlhausen verläuft der Filstalradweg auf der ehemaligen Bahntrasse. Überdies führt der Albtäler-Radweg als Landes-Fernradweg durch Mühlhausen; es handelt sich um einen Rundkurs zwischen Römerstein und Sontheim an der Brenz.
Die Schnellfahrstrecke Wendlingen–Ulm verläuft westlich der Gemeinde.

### Unternehmen
In Mühlhausen gibt es hauptsächlich kleinere und mittlere Betriebe, davon viele handwerkliche. Am Rand von Mühlhausen bestand von 1970 bis 2003 ein Werk von Kodak mit bis zu 900 Beschäftigten. Dieses befand sich zum Schluss im Besitz der Heidelberger Druckmaschinen AG. Das Werk direkt am Ortsrand von Mühlhausen lag größtenteils auf Gruibinger Gemarkung, zum deutlich kleineren auf Mühlhausener. Heute haben sich in den Gebäuden mehrere Unternehmen aus dem Automotive-Bereich angesiedelt. Dank der verkehrsgünstigen Lage an der Autobahn gibt es in Mühlhausen mehrere gastronomische Betriebe.

## Kultur und Sehenswürdigkeiten
Durch Mühlhausen verläuft die Schwäbische Albstraße, die an vielen Sehenswürdigkeiten vorbeiführt.

### Höhlen
Auf der Gemarkung der Gemeinde liegen drei geologisch bedeutsame Höhlen. Erschlossen sind die Todtsburger Höhle und der Todtsburger Schacht. Während die Todtsburger Höhle frei begehbar ist, benötigt man für den Schacht ausreichende Bergsteiger- und Kletterkenntnisse und dementsprechendes Material. Die neben dem Weiler Todtsburg gelegene Tuffstein-Höhle ist nicht mehr begehbar.

### Bauwerke
- Mittelalterlicher Burgstall der Burg Mühlhausen neben der Kirche (durch moderne Überbauung zur Hälfte zerstört)
- Filstalbrücke, dritthöchste Eisenbahnbrücken Deutschlands, die zwei lange, doppelröhrige Eisenbahntunnel des Albaufstiegs verbindet

### Sport
Der TSV Obere Fils e. V. wurde am 24. Juni 1972 durch den Zusammenschluss der beiden Vereine TSV Wiesensteig und dem TSV Mühlhausen gegründet und bietet den Einwohnern der Gemeinde Mühlhausen und der Stadt Wiesensteig eine Vielzahl an Aktivitäten rund um den Sport. Darüber hinaus gibt es auch eine Laienspielgruppe, die mit ihren Auftritten in Mühlhausen und im Schloss in Wiesensteig einmal im Jahr für einen regen Besucheransturm sorgen. Sportplätze befinden sich sowohl in Mühlhausen als auch in Wiesensteig. Beide Sportplätze haben ein Vereinsheim. Jedoch wird der Sportplatz in Mühlhausen nur noch für Trainingszwecke und Veranstaltungen genutzt. Das neue Vereinsheim und der moderne Sportplatz für den Spielbetrieb befindet sich in Wiesensteig.

## Persönlichkeiten
- Felix Nabor (1863–1946), Lehrer, Volksschriftsteller und Komponist